# Saints & Sinners (албум на Ол Сейнтс)
Вижте пояснителната страница за други значения на Saints and Sinners.
„Saints & Sinners“ е вторият студиен албум на британската поп група Ол Сейнтс издаден на 16 октомври 2000 година. Албумът достига номер 1 във Великобритания и е с общи продажби от 592 717 копия.

## Списък с песните

### Оригинален траклист
1. „Pure Shores“ – 4:28
2. „All Hooked Up“ – 3:48
3. „Dreams“ – 4:24
4. „Distance“ – 4:25
5. „Black Coffee“ – 4:45
6. „Whoopin' Over You“ – 4:04
7. „I Feel You“ – 5:35
8. „Surrender“ – 5:10
9. „Ha Ha“ – 4:08
10. „Love Is Love" – 4:06
11. „Ready, Willing and Able“ – 3:36
12. „Saints & Sinners“ – 4:15

### Бонус песни
1. „I Don't Wanna Be Alone“ – 4:15
2. „One More Tequila“ – 3:42

### Австралийско издание
1. „Pure Shores“ (2 Da Beach U Don't Stop Remix) – 5:00
2. „Black Coffee“ (The Neptunes Remix) – 4:45

## Сертификации
| Държава        | Сертификат  | Продажби  |
| -------------- | ----------- | --------- |
| Австралия      | Златен      | 35 000    |
| Европа         | Платинен    | 1 000 000 |
| Великобритания | 2× Платинен | 600 000   |